# Pristanal
Le pristanal est un métabolite intermédiaire de la conversion du phytanate en pristanate par α-oxydation dans les peroxysomes. C'est un substrat de la 2-hydroxyphytanoyl-CoA lyase ainsi que de certaines aldéhyde déshydrogénases.